# Peter Chung Soon-taek
Peter Chung Soon-taek, O.C.D. (em coreano:  정순택 베드로, em hanja, 仲淳澤, Daegu, 5 de agosto de 1961) é um prelado sul-coreano da Igreja Católica, atual arcebispo de Seul.

## Biografia

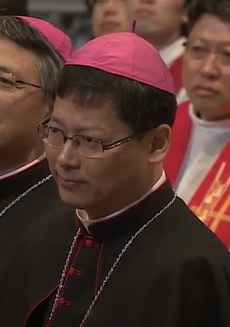
Peter Chung Soon-taek, como bispo-auxiliar de Seul, em missa realizada em Roma em 2015.

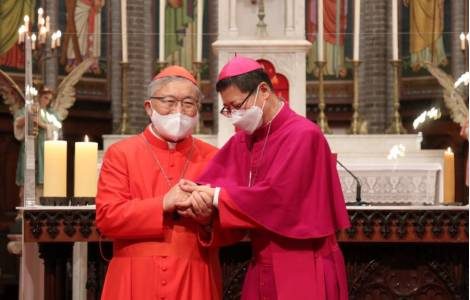
Cardeal Andrew Yeom Soo-jung junto a Peter Chung Soon-taek.

Nascido em 5 de agosto de 1961, em Daegu, estudou Engenharia Química na Universidade Nacional de Seul (1983-1986). Posteriormente, recebeu formação filosófica e teológica na Universidade Católica de Seul (seminário maior), entre 1986 e 1992. Emitiu a profissão perpétua em 25 de janeiro de 1992 na Ordem dos Carmelitas Descalços e foi ordenado sacerdote em 16 de julho de 1992.
Após a ordenação ocupou os seguintes cargos: entre 1993 e 1997, foi mestre de noviços e entre 1997 e 1998, mestre de alunos; de 1999 a 2004, estudou Sagradas Escrituras no Pontifício Instituto Bíblico de Roma, obtendo sua licenciatura; de 2005 a 2008, foi definidor provincial dos Carmelitas Descalços da Coréia; entre 2008 e 2009, primeiro definidor dos Carmelitas Descalços da Coréia e de 2009 a 2013, definidor geral, em Roma, responsável pela Região do Extremo Oriente e Oceania.
Em 31 de dezembro de 2013, foi nomeado pelo Papa Francisco como bispo auxiliar de Seul, sendo consagrado como bispo titular de Tamazuca em 5 de fevereiro de 2014, no Olympic Gymnastics Arena em Seul, por Andrew Yeom Soo-jung, cardeal arcebispo de Seul, coadjuvado por Basil Cho Kyu-man, bispo auxiliar de Seul e por Linus Lee Seong-hyo, bispo auxiliar de Suwon.
Em 28 de outubro de 2021, foi elevado pelo Papa Francisco a arcebispo metropolitano de Seul.